# Fougerolles-du-Plessis
Fougerolles-du-Plessis település Franciaországban, Mayenne megyében. Lakosainak száma 1186 fő (2022. január 1.). Fougerolles-du-Plessis Buais-les-Monts, Désertines, La Dorée, Landivy és Le Teilleul községekkel határos.

## Népesség
A település népességének változása:
| Lakosok száma | 1701 | 1773 | 1745 | 1427 | 1281 | 1250 | 1205 | 1176 | 1167 | 1186 |
|               | 1968 | 1982 | 1990 | 2006 | 2013 | 2015 | 2017 | 2019 | 2020 | 2022 |